# Campaea honoraria
Campaea honoraria är en fjärilsart som beskrevs av Denis och Ignaz Schiffermüller 1775. Campaea honoraria ingår i släktet Campaea och familjen mätare. Inga underarter finns listade i Catalogue of Life.